# Molophilus sagittarius
Molophilus sagittarius är en tvåvingeart som beskrevs av Alexander 1914. Molophilus sagittarius ingår i släktet Molophilus och familjen småharkrankar. Inga underarter finns listade i Catalogue of Life.